# ラズベリーの風
『ラズベリーの風』（ラズベリーのかぜ）は、1986年4月21日（CDは同年5月1日発売）に発売された荻野目洋子の4作目のオリジナル・アルバム。発売元はビクター音楽産業（CT: VCH-10336。CD: VDR-1179）。

## 概要
デビュー3年目、第2期の幕開けを飾るオリジナル・アルバム。7枚目のシングル「ダンシング・ヒーロー (Eat You Up)」、8枚目のシングル「フラミンゴ in パラダイス」が連続ヒットし、歌って踊れる実力派アイドルとしての人気が定着して来た頃にリリースされた。ちなみに、アルバムジャケットにおけるタイトル表記は″Raspberry Wind″である。
作曲家陣は久保田利伸、高中正義、杉真理、松尾清憲、大沢誉志幸といった多彩な顔ぶれとなっている。
CDにはボーナストラックとして7枚目のシングル「ダンシング・ヒーロー (Eat You Up)」の英語バージョンが追加収録されている。「フラミンゴ in パラダイス」のB面曲であるM-5「スロープに天気雨」は、アニメ『バリバリ伝説』の主題歌。M-1「涙はスピード揺らすから」と共に『バリバリ伝説 PART I 筑波編オリジナル・サウンドトラック音楽篇』（1986年5月10日）にも収録された。
M-8「ビーチボーイズを止めないで」は花王″ビオレU″のCMで使用されていたことがある。M-10「真夜中のストレンジャー」は、後年のライブステージでも盛り上がる1曲となっている。
2010年3月24日には再発盤アルバム（デビュー25周年 リイシュー企画）『ラズベリーの風+5』が発売され、ボーナストラックとして「ダンシング・ヒーロー (Eat You Up)」（シングル・バージョン）「ぜんまいじかけの水曜日」「フラミンゴ in パラダイス」（シングル・バージョン）「ダンシング・ヒーロー（Eat You Up） -'70 mirror ball mix-」「フラミンゴ in パラダイス -what's "PARADISE" mix-」も収録されている。2022年6月29日には、ビクターの名盤復刻シリーズ ″マスターピース・コレクション ～フィーメル・シティポップ名作選″ の1枚としてUHQCD仕様で再発売された。

## 収録曲

### LP / CT
| #  | タイトル                                         | 作詞       | 作曲       | 編曲     | 時間 |
| -- | ------------------------------------------------ | ---------- | ---------- | -------- | ---- |
| 1. | 「涙はスピード揺らすから」                       | 麻生圭子   | 大沢誉志幸 | 船山基紀 | 4:01 |
| 2. | 「フラミンゴ in パラダイス」(アルバムバージョン) | 売野雅勇   | NOBODY     | 船山基紀 | 3:55 |
| 3. | 「1・2・3, レット・ミー・ダンス」                | 岡田冨美子 | 杉真理     | 清水信之 | 3:43 |
| 4. | 「黄昏のネイバーフッド」                         | 川村真澄   | 松尾清憲   | 白井良明 | 3:21 |
| 5. | 「スロープに天気雨」                             | 麻生圭子   | 高中正義   | 高中正義 | 4:22 |

| #  | タイトル                       | 作詞       | 作曲       | 編曲     | 時間 |
| -- | ------------------------------ | ---------- | ---------- | -------- | ---- |
| 1. | 「LAZY DANCE」                 | 川村真澄   | 久保田利伸 | 清水信之 | 4:32 |
| 2. | 「ビーチボーイズを止めないで」 | 売野雅勇   | 林哲司     | 船山基紀 | 3:50 |
| 3. | 「涙しか見えない」             | 湯川れい子 | 林哲司     | 大村雅朗 | 4:21 |
| 4. | 「真夜中のストレンジャー」     | 湯川れい子 | NOBODY     | 新川博   | 3:51 |
| 5. | 「夏のステージ・ライト」       | 湯川れい子 | 大沢誉志幸 | 新川博   | 4:38 |

### CD
- 『ラズベリーの風+5』には前述の通り、ボーナストラックとして新たに5曲が追加収録された。

| #   | タイトル                                                       | 作詞                 | 作曲             | 編曲       | 時間 |
| --- | -------------------------------------------------------------- | -------------------- | ---------------- | ---------- | ---- |
| 1.  | 「涙はスピード揺らすから」                                     | 麻生圭子             | 大沢誉志幸       | 船山基紀   | 4:01 |
| 2.  | 「フラミンゴ in パラダイス」(アルバムバージョン)               | 売野雅勇             | NOBODY           | 船山基紀   | 3:55 |
| 3.  | 「1・2・3, レット・ミー・ダンス」                              | 岡田冨美子           | 杉真理           | 清水信之   | 3:43 |
| 4.  | 「黄昏のネイバーフッド」                                       | 川村真澄             | 松尾清憲         | 白井良明   | 3:21 |
| 5.  | 「スロープに天気雨」                                           | 麻生圭子             | 高中正義         | 高中正義   | 4:22 |
| 6.  | 「ダンシング・ヒーロー (Eat You Up)」(Special English Version) | (英語詞) Marco Bruno | A.Kyte / T.Baker | 馬飼野康二 | 3:44 |
| 7.  | 「LAZY DANCE」                                                 | 川村真澄             | 久保田利伸       | 清水信之   | 4:32 |
| 8.  | 「ビーチボーイズを止めないで」                                 | 売野雅勇             | 林哲司           | 船山基紀   | 3:50 |
| 9.  | 「涙しか見えない」                                             | 湯川れい子           | 林哲司           | 大村雅朗   | 4:21 |
| 10. | 「真夜中のストレンジャー」                                     | 湯川れい子           | NOBODY           | 新川博     | 3:51 |
| 11. | 「夏のステージ・ライト」                                       | 湯川れい子           | 大沢誉志幸       | 新川博     | 4:38 |

| #         | タイトル                                                    | 作詞            | 作曲             | 編曲                                   | 時間  |
| --------- | ----------------------------------------------------------- | --------------- | ---------------- | -------------------------------------- | ----- |
| 12.       | 「ダンシング・ヒーロー (Eat You Up)」(シングル・バージョン) | (訳詞) 篠原仁志 | A.Kyte / T.Baker | 馬飼野康二                             | 3:47  |
| 13.       | 「ぜんまいじかけの水曜日」                                  | 秋元康          | 松尾一彦         | 萩田光雄                               | 4:08  |
| 14.       | 「フラミンゴ in パラダイス」(シングル・バージョン)          | 売野雅勇        | NOBODY           | 船山基紀                               | 3:52  |
| 15.       | 「ダンシング・ヒーロー (Eat You Up)」('70 mirror ball mix)  | (訳詞) 篠原仁志 | A.Kyte / T.Baker | (Remix) ″PARADISE GROOVE″ Production's | 5:06  |
| 16.       | 「フラミンゴ in パラダイス」(what's ″PARADISE″ mix)         | 売野雅勇        | NOBODY           | (Remix) ″PARADISE GROOVE″ Production's | 5:23  |
| 合計時間: | 合計時間:                                                   | 合計時間:       | 合計時間:        | 合計時間:                              | 67:00 |